# Morgenstimmung
Morgenstemning i ørkenen (Nederlands: Ochtendstemming, maar vaak aangeduid met de Duitse titel Morgenstimmung) is een compositie van de Noorse componist Edvard Grieg, die deel uitmaakt van Peer Gynt, theatermuziek, op. 23 en van suite nr. 1, op. 46 uit de muziek bij het toneelstuk Peer Gynt van de Noorse schrijver Henrik Ibsen.
Net als In de hal van de Bergkoning is Ochtendstemming een van Griegs bekendste werken en bevat het pentatonische elementen. Het stuk wordt opgevoerd als de hoofdpersoon Peer Gynt, die achtergelaten op de verlaten kust van Marokko, wakker wordt en de zon ziet opkomen. Doordat de compositie van een Noorse componist is, associëren de meeste luisteraars het eerder met de Europese lente dan met het strand of de woestijn.
Morgenstimmung werd in Nederland ten gehore gebracht bij de begrafenis van koningin Juliana op 30 maart 2004, op het moment dat de kist afdaalde naar de grafkelder van Oranje-Nassau in Delft.
De compositie wordt regelmatig gebruikt in reclame en films. Zo gebruikte Carl Stalling, componist van Warner Bros. het stuk graag in zijn filmmuziek. Verder werd het stuk onder andere gebruikt in de animatiefilm Monsters vs. Aliens uit 2009, in afleveringen van The Big Bang Theory, Family Guy, Phineas en Ferb, The Simpsons en Beavis and Butt-head. In de jaren tachtig werd het gebruikt in reclame van Mona. In de animatiereeks De Smurfen was de melodie het thema voor Moeder Natuur.